# Frank Hall Standish
Frank Hall Standish, né Frank Hall, est un propriétaire terrien et collectionneur anglais, né à Blackwell, Darlington, comté de Durham le 2 octobre 1799, mort à Cadix le 21 décembre 1840 .

## Biographie
Il est le fils de Charlotte Key et son mari Anthony Hall. Son père meurt l'année de sa naissance. En 1812, à l'âge de treize ans, il a reçu la succession de Sir Frank Standish, baronnet, un cousin éloigné (il est  le petit-fils de Margaret Standish, fille de Sir Thomas Standish, et la tante de Sir Frank Standish), qui comprenait le manoir de Duxbury et Duxbury Hall près de Chorley, Lancashire. Cet héritage a fait l'objet de constestations par Thomas Standish. Il a obtenu le droit de porter le nom de famille et les armes de son bienfaiteur, mais a échoué dans ses tentatives pour réussir à reprendre le titre de baronnet qui a été éteint.
En 1817, Standish a été admis St John's College de Cambridge, mais n'en a pas été diplômé.
Il a passé les premières années d'adulte à beaucoup voyager sur le continent, dépensant une part très substantielle de ses revenus dans l'achat d'œuvres d'art et de livres. Il a vécu en France jusqu'en 1830, puis à Séville où il a reçu Richard Ford et Benjamin Disraeli. Il a profité de son séjour en Espagne pour acheter un grand nombre de tableaux de l'école espagnole. Il a publié un certain nombre de longs poèmes et des livres de voyage.
Frank Hall Standish est mort en 1840 à Cadix, célibataire et probablement sans descendance. Il a été enterré dans la crypte Standish de l'église St-Laurence de Chorley. Le manoir de Duxbury et les domaines sont passés à son cousin, William Standish Carr.
Piqué par le refus du ministère anglais de relancer le baronnetage qui s'est éteint à la mort de son cousin, ou pour marquer son respect pour les Français, il a donné ses collections de livres et d'art au roi des Français Louis-Philippe. Les tableaux ont été exposés dans la galerie Standish et ont augmenté le nombre de tableaux de l'école espagnole du musée du Louvre faisant mieux connaître cette école de peinture en France. Après la Révolution de 1848, Louis Philippe en a demandé la restitution comme étant sa propriété privée et l'ensemble a été vendu en 1852-3, les dessins et autres objets, à Paris et les peintures à Londres. Les livres transmis à son fils, Henri d'Orléans, duc d'Aumale, faisaient partie de la collection qu'il a légué à l'Institut de France avec le château de Chantilly. Ils sont toujours détenus au Musée Condé.

## Publication
- The Life of Voltaire With Interesting Particulars Respecting His Death, and Anecdotes and Characters of his Contemporaries, John Andrews, Londes, 1821 (lire en ligne)
- The Bride of Palencia. A Poem, Whittaker, Treacher & CO., Manchester, 1837 (lire en ligne)
- The shores of the Mediterranean, Edward Lumley, Londres, 1837 (lire en ligne)
- Notices on the northern capitals of Europe, Black and Armstrong, Londres, 1838 (lire en ligne)
- Seville and Its Vecinity, Black and Armstrong, Londres, 1840